# Bacchisa subbasalis
Bacchisa subbasalis är en skalbaggsart som beskrevs av Stefan von Breuning 1956. Bacchisa subbasalis ingår i släktet Bacchisa och familjen långhorningar. Inga underarter finns listade.